# Марсель-6
Марсе́ль-6 (фр. Marseille-6) — кантон во Франции, находится в регионе Прованс — Альпы — Лазурный Берег. Департамент кантона — Буш-дю-Рон. Входит в состав округа Марсель.
Код INSEE кантона — 1317.
Кантон был образован указом от 27 февраля 2014 года. В состав кантона вошла часть коммуны Марсель.

## Население
Население кантона на 2015 год составляло … человек.